# Olesicampe transiens
Olesicampe transiens är en stekelart som först beskrevs av Julius Theodor Christian Ratzeburg 1848.  I den svenska databasen Dyntaxa används istället namnet Olesicampe incrassator. Olesicampe transiens ingår i släktet Olesicampe och familjen brokparasitsteklar. Arten är reproducerande i Sverige. Inga underarter finns listade i Catalogue of Life.